# Der Deutsche Weinbau
Der Deutsche Weinbau, kurz ddw, ist ein zweiwöchentlich in deutscher Sprache erscheinendes, nationales Periodikum mit Themen aus Weinbau und Önologie. Er ist das offizielle Organ des Deutschen Weinbauverbandes e. V. (DWV) und seiner regionalen Mitgliedsverbände.
Als populärwissenschaftliche Fachzeitschrift bietet er einen umfangreichen aktuellen Nachrichtenüberblick über die Arbeit im Weinberg, kellerwirtschaftliche Aufgaben bis hin zu Fragen marketingorientierter Unternehmensführung. Die Zielgruppe sind selbstvermarktende Weingüter, Fassweinvermarkter, Weinbaubetriebe, Erzeugergemeinschaften, Winzergenossenschaften, Wein- und Sektkellereien sowie die damit verbundenen Dienstleister wie die Zulieferindustrie und Bildungseinrichtungen.

## Aufbau und Inhalt
Jedes Heft von ddw enthält ein Editorial, welches im Wechsel von den beiden Chefredakteuren Christian Schwörer (DWV-Generalsekretär) und Holger Klein (Meininger Verlag) verfasst wird. Der Magazinteil umfasst jeweils einen Nachrichtenüberblick mit aktuellen Meldungen aus der Branche.
Im Mittelteil ist vierwöchentlich Der Oenologe, Zeitschrift des Bundes deutscher Oenologen (BDO) platziert. Hier werden internationale Forschungsergebnisse sowie Diplomarbeiten die an der Forschungsanstalt Geisenheim, der Hochschule Heilbronn und im Studiengang Weinbau & Oenologie am Weincampus Neustadt an der Weinstraße angefertigt wurden, vorgestellt.
Der Deutsche Weinbau wird aufgrund seiner fachpublizistische Inhalte sowohl von Wissenschaftlern als auch von Praktikern gelesen. Als Mitteilungsblatt des Ausschusses für Technik im Weinbau fungiert er gleichermaßen auf dem Gebiet der Forschung und Ergebnisumsetzung zu technischen Neuheiten.
Aktuelle Informationen dem jeweiligen Stadium der Vegetation angepasst finden sich unter dem Abschnitt DDW Praxisnah. Diese Praxisnähe wird auch durch eine Kurzumfrage bei jeweils drei Praktikern zu aktuellen Themen ergänzt.
Informationen zu Förderpreisen, Fachbüchern und Fachstudienreisen runden die Informationen ab.